# Mokko
Mokko est une localité et une commune rurale du Niger, du département de Dosso, région de Dosso.

## Géographie
Mokko est située à 17 km au nord du chef-lieu départemental Dosso.  
| Loga       | Loga  | Falouel        |
| Sokorbé    | Mokko | Tombokoirey I  |
| Garankédey | Dosso | Goroubankassam |

## Histoire
La commune rurale de Mokko instaurée en 2002, est issue du canton de Dosso. 

## Population
Lors du recensement général de 2012, la population communale est relevée à 52 132 habitants. La localité compte 4 447 habitants en 2012.

## Localités
La commune s'étend sur 41 villages, 43 hameaux et 20 camps au nord du département de Dosso.

## Services et infrastructures
- Centre de Santé Intégré (CSI) à Mokko, Saboudey[4].
- Collège d'enseignement général (CEG) à Mokko,
- Centre de formation des métiers (CFM) à Mokko.

## Économie
- Marché au bétail de Mokko